# Parc national Iztaccíhuatl-Popocatépetl
Le parc national Iztaccíhuatl-Popocatépetl (espagnol : Parque nacional Iztaccíhuatl-Popocatépetl) est un parc national du Mexique situé dans les États de Mexico, de Puebla et de Morelos. Il comprend le second et le troisième sommet du Mexique, les volcans Popocatépetl et Iztaccíhuatl. En 2010, le parc national a été inclus au sein de la réserve de biosphère Los Volcanes. Il est administré par la commission nationale des aires naturelles protégées.

## Faune
On rencontre 50 espèces de mammifères dans le parc. Le seul ongulé est le cerf de Virginie (Odocoileus virginianus). Les carnivores qui fréquente le parc sont le coyote (Canis latrans), le renard gris (Urocyon cinereoargenteus), le bassaris rusé (Bassariscus astutus), le coati à nez blanc (Nasua narica), le raton laveur (Procyon lotor), la moufettes à dos blanc (Conepatus leuconotus), la mouffette à capuchon (Mephitis macroura), la belette à longue queue (Mustela frenata), le blaireau d'Amérique (Taxidea taxus) et le lynx roux (Lynx rufus).